# بونتريديبونت (أنغلزي)
بونتريديبونت (بالإنجليزية: Pontrhydybont)‏ هي منطقة سكنية تقع في ويلز في أنغلزي.